# 山本耀平
山本 耀平（やまもと ようへい、2003年8月6日 - ）は、日本のラグビーユニオン選手。

## プロフィール
- ポジションはウィング(WTB)、フルバック(FB)。
- 身長 181 cm、体重 73 kg
- 7人制日本代表に選ばれたことがある[1]。

## 略歴
2022年、大分舞鶴高校卒業後、専修大学に入る。
2024年6月、世界学生選手権の7人制ラグビー日本代表メンバーに選ばれた。